# リージェント・ストリート

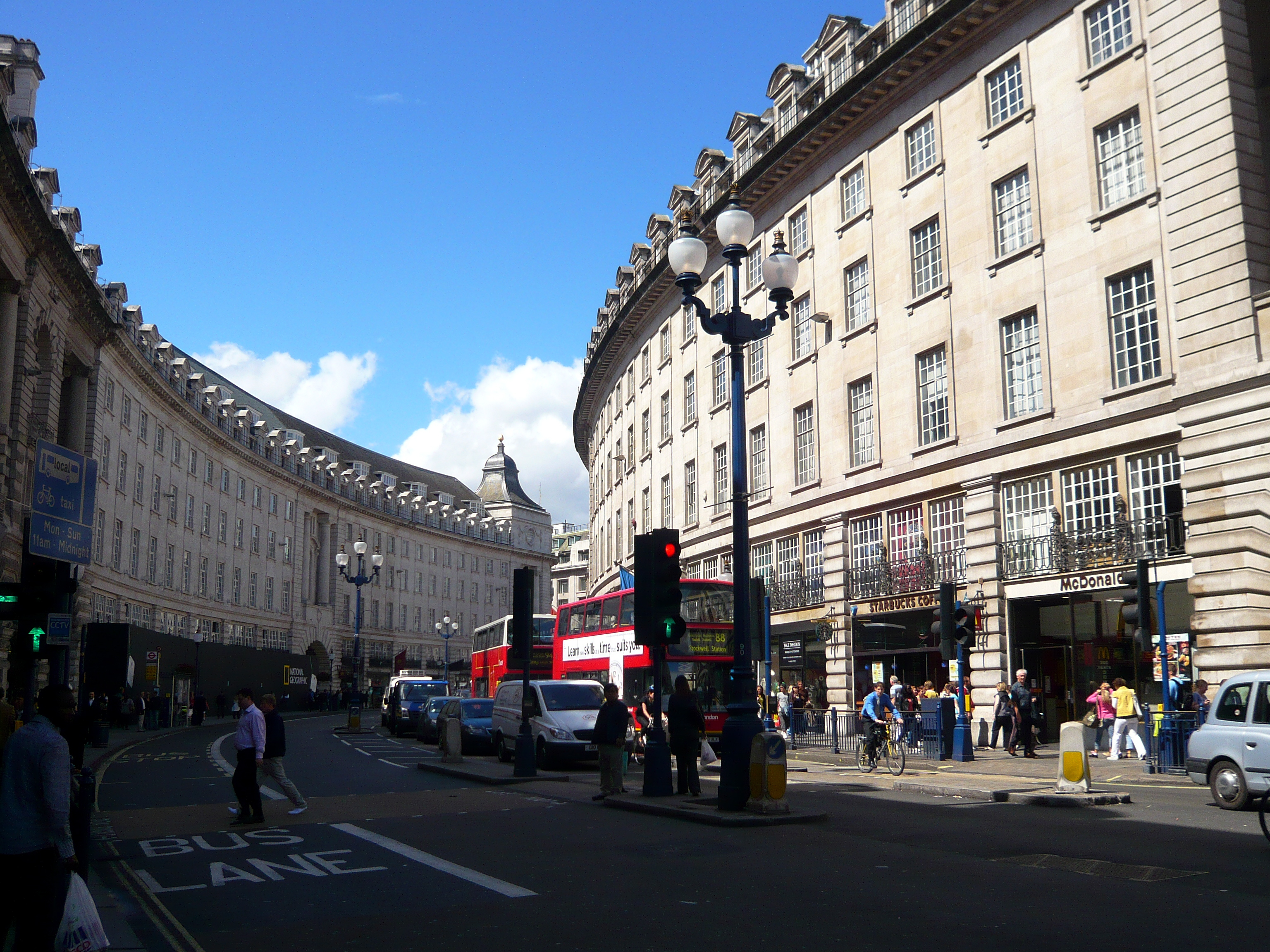
リージェント・ストリート

リージェント・ストリート（英: Regent Street）は、ロンドン中心部シティ・オブ・ウェストミンスター（ウェストミンスター区）、ザ・マルからピカデリー・サーカスとオックスフォード・サーカスを経て、All Souls教会までを繋ぐ、弧を描く美しい曲線が特徴の大通りである。
ロンドン有数のショッピング・ストリートとして、オックスフォード・ストリートやボンド・ストリートと並んで、世界的に有名である。最寄り駅はピカデリー・サーカス駅またはオックスフォード・サーカス駅。

## 概要

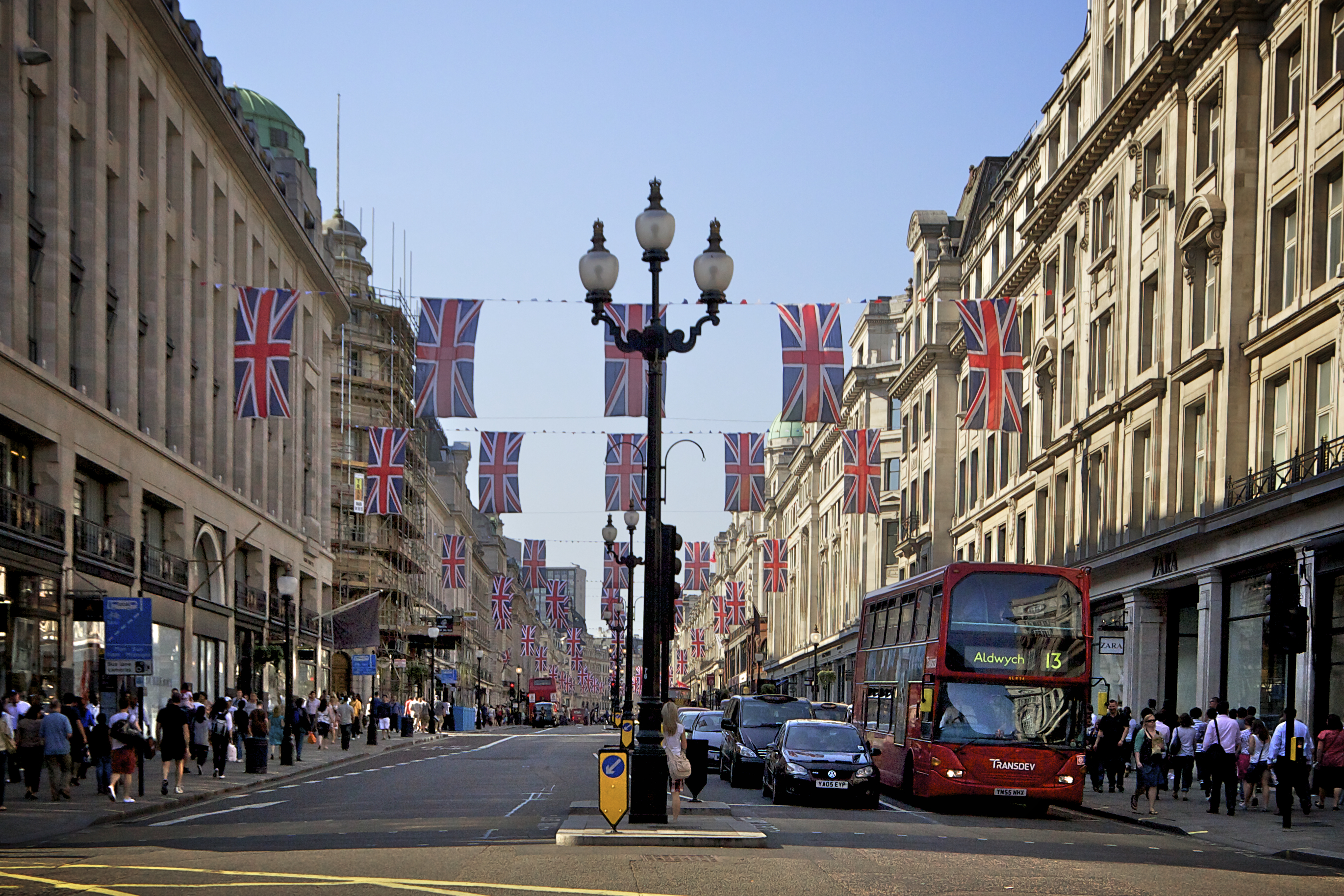
2011年4月25日、ウィリアム王子およびキャサリン・ミドルトンの結婚を祝して掲げられたユニオンジャック。

リージェント・ストリートはロンドン中心部を南北約2キロに亘って走る大通りである。通りの北端でポートランド・プレイス (Portland Place) に接続し、そこからリージェンツ・パークにつながっている。ストリートの南端はイギリス国王がパレード時に使用するザ・マルに接続する。
この大通りは19世紀初頭、産業革命をエンジンとして、ロンドンの中心がシティから次第に西へ拡大しウエスト・エンドが成立する過程において、その基盤となるべく計画的に整備されたものである。リージェント・ストリートは大規模な都市計画の先駆で、ジョルジュ・オスマンによるパリ改造にも影響を与えたと言われている。なお、このリージェント・ストリートは当初からショッピング・ストリートとして設計されているので、完成以来一度も居住スペースが設けられたことがない。これは世界的な大通りとしては珍しいことである。
通りの名称「リージェント」は、19世紀初頭のイギリスの摂政 (リージェント)で後の国王ジョージ4世に由来している。摂政の顧問で建築家のジョン・ナッシュはロンドン北部にある公園 (後の「リージェンツ・パーク」)から当時摂政が住んでいたザ・マル沿いのカールトン・ハウスまでを繋ぐことを発案し、1813年の議会承認を経て、1814年から1825年までの11年間の工事の末、リージェント・ストリートは完成した。
現在では、ザ・マルからピカデリー・サーカスまでを「ロウワー・リージェント・ストリート」、オックスフォード・サーカスからオール・ソウルズ教会までを「アッパー・リージェント・ストリート」と区別し、一般に「リージェント・ストリート」といえば、中間のピカデリー・サーカスからオックスフォード・サーカスまでの区間を指すことが多い。
21世紀のリージェント・ストリートは年間5000万人を超す人が集まる ロンドンの目抜き通りとして、毎年秋に開催されるリージェント・ストリート・フェスティバルなど様々な催しが行われている。例えば、2004年7月6日には第54回F1イギリスグランプリの開催を記念して、F1マシン8台によるデモランが行われ、約50万人の観衆を集めた。2009年2月にはアイルランドのロックバンドU2がライブを開催し、話題を集めた。また毎年クリスマスシーズンになるとストリート全体がライトアップされる。このライトアップは映画とのタイアップが多く、2008年はスパイダーマンがテーマになった。
リージェント・ストリートのすべての土地・建物はクラウン・エステート社が独占管理している。この会社はイギリス王室の不動産を管理する会社なので、リージェント・ストリート全体がイギリス王室の関連資産ということになる。リージェント・ストリートの建物はイギリス指定建造物1級または2級に指定されており、法律により保護されている。

## 主な店舗・施設

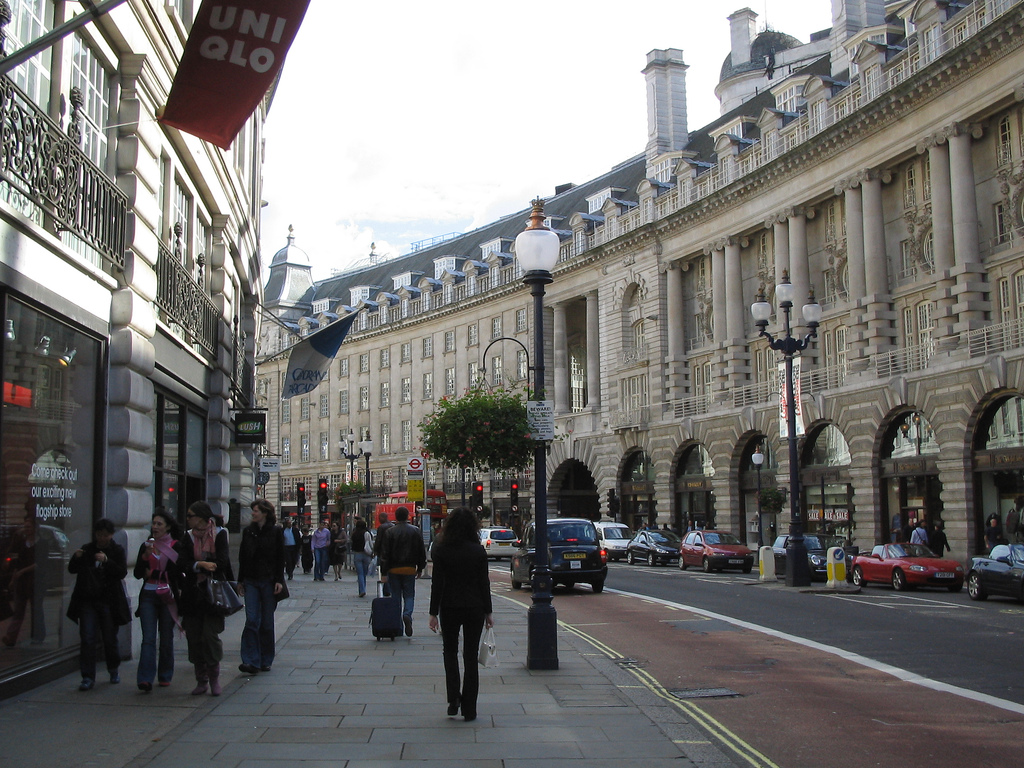
ユニクロ前

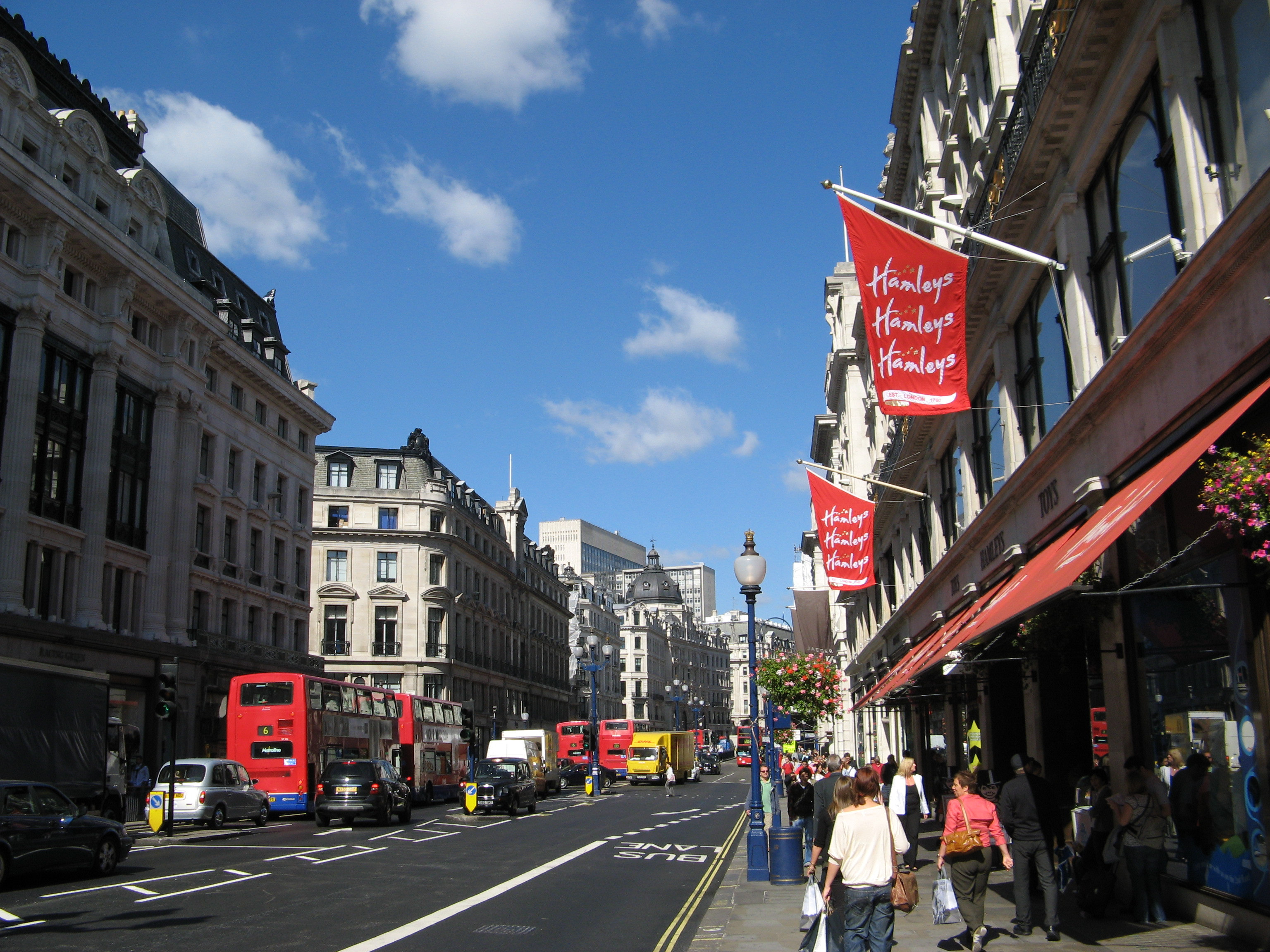
ハムリーズ前

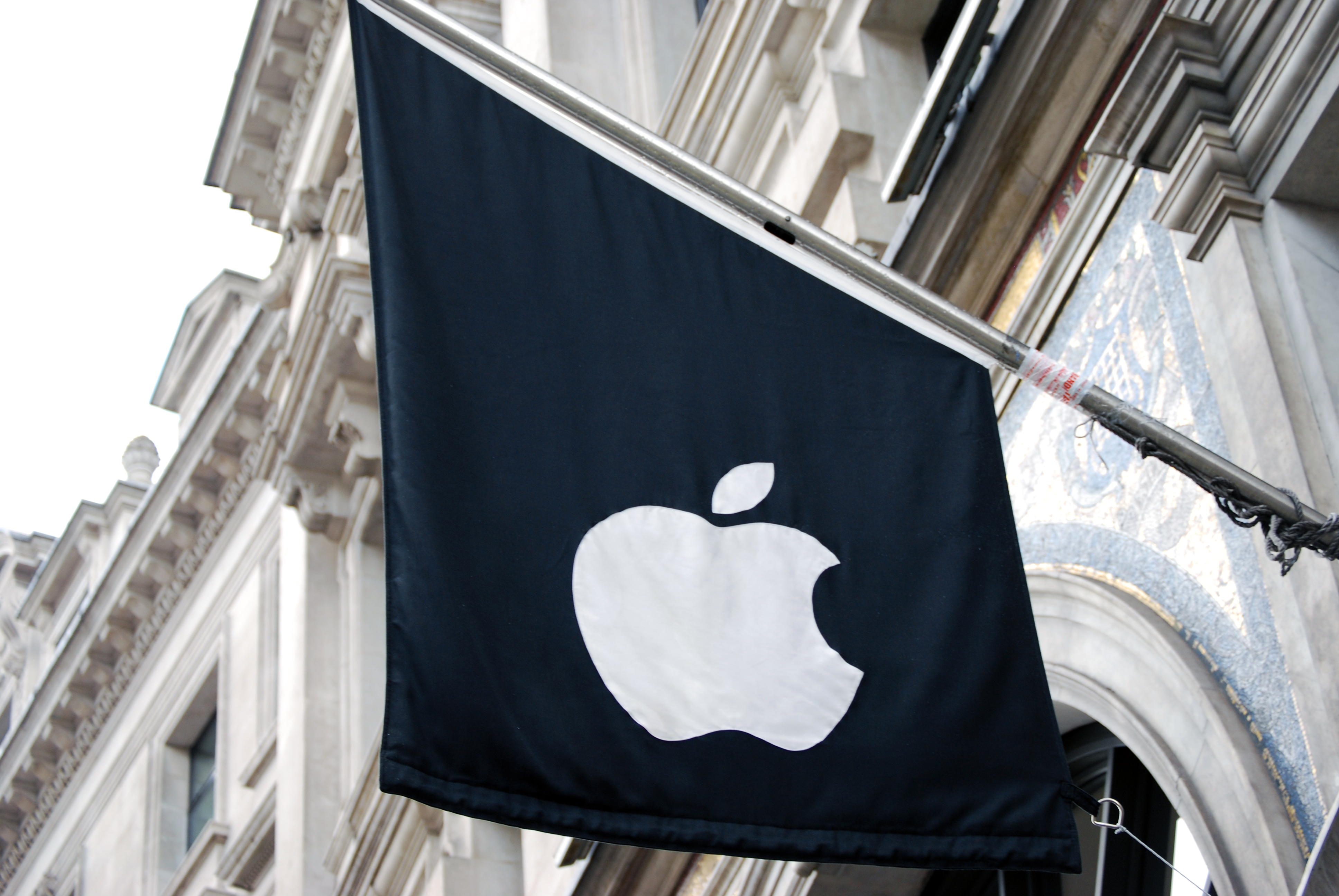
Apple Store

ウエスト・エンドにあるリージェント・ストリートには多くのブランドの旗艦店が軒を連ねている。
以下、リージェント・ストリートにある主な店舗・施設である (南から北の順、2009年4月現在)。なお番地が奇数の場合は通りの東側、偶数の場合は通りの西側になる。
| 名前                         | 番地    | 説明                                                                         |
| ---------------------------- | ------- | ---------------------------------------------------------------------------- |
| ナショナル・ジオグラフィック | 83-97   | 著名出版社の世界初の直営店。書籍のほか、旅行グッズ、衣料品なども扱う。       |
| ユニクロ                     | 84-86   | ユニクロ初の海外店舗。旗艦店はオックスフォード・ストリートにある。           |
| Moss Bros                    | 88-90   | イギリスで最大の売り上げを誇る紳士服ブランド直営店。                         |
| アクアスキュータム           | 92-100  | 防水性のコートで有名なイギリスの老舗ファッションブランド本店。               |
| クラークス                   | 101     | サマセット発の靴メーカー直営店。                                             |
| Austin Reed                  | 103-113 | イギリスの老舗、王室御用達ファッションブランドの本店。                       |
| Mango                        | 106-112 | ペネロペ・クルスを起用するファッションブランド。ここでは婦人向け製品を扱う。 |
| ザラ                         | 118-120 | スペインのインディテックス傘下のファッションブランドの直営店。               |
| Habitat                      | 121-123 | イギリスの雑貨メーカーの直営店。食器や家具などを扱う。                       |
| ザ・ボディショップ           | 122     | ブライトン発の化粧品・パーソナルケアブランドの直営店。                       |
| ペンハリガン                 | 125     | イギリスの香水ブランドの直営店。ヴィクトリア女王の香水も手がけた。           |
| Russell & Bromley            | 128-130 | ケント発の靴メーカーの直営店。                                               |
| Mappin and Webb              | 132-154 | シェフィールド発の英国王室御用達のジュエリーブランドの旗艦店。               |
| HSBC                         | 133     | ロンドンに本社がある世界最大規模の金融機関の支店。                           |
| トミーヒルフィガー           | 132-154 | アメリカのファッションブランド。旗艦店はボンド・ストリートにある。           |
| スワロフスキー               | 137     | オーストリアのクリスタル・ガラスメーカーの旗艦店。                           |
| ゴディバ                     | 141     | ベルギーのチョコレート専門店の直営店。                                       |
| ティンバーランド             | 132-154 | アウトドアグッズやブーツで有名なアメリカのブランドの直営店。                 |
| ハケットロンドン             | 143-147 | イギリスの紳士向けファッションブランドの直営店。                             |
| ロクシタン                   | 149     | フェア・トレードで有名なフランスの化粧品・パーソナルケアブランドの直営店。   |
| ブルックス・ブラザーズ       | 132-154 | アメリカの紳士服・婦人服ファッションブランドのイギリスにおける旗艦店。       |
| クラブツリー&イヴリン        | 151     | アメリカの化粧品・パーソナルケアブランドの直営店。                           |
| Duchamp                      | 155     | カラフルな色遣いが特徴のイギリスのファッションブランド旗艦店。               |
| Massimo Dutti                | 156     | ザラ同様インディテックス傘下の男性向けファッションブランド。                 |
| ネクスト                     | 160-168 | レスターシャー発のファッションブランド。イギリス国内に多数の店舗を持つ。     |
| バーバリー                   | 165-167 | イギリスのファッションブランド。ニュー・ボンド・ストリートにも旗艦店がある。 |
| カルバン・クライン           | 170     | アメリカのファッションブランド。この店ではCalvin Klein Jeansを扱う。         |
| サムソナイト                 | 171     | 有名スーツケース・ブランド。この店ではブラックレーベルを扱う。               |
| Reiss                        | 172     | 1971年創業のイギリスのファッションブランド。                                 |
| リーバイス                   | 174-176 | ジーンズで有名なアメリカのファッションブランドのイギリスにおける旗艦店。     |
| T. M. Lewin                  | 175     | イギリスの紳士向けシャツブランド。                                           |
| Esprit                       | 178-182 | ドイツと香港に本部を持つファッションブランドのイギリスにおける旗艦店。       |
| Viyella                      | 183-189 | 羊毛と綿をブレンドした繊維が有名なノッティンガムのファッションブランド。     |
| ボーズ                       | 185-191 | アメリカの音響機器メーカーのイギリスにおける旗艦店。                         |
| ヒューゴ・ボス               | 184-186 | ドイツの紳士向け高級ファッションブランド。                                   |
| ハムリーズ                   | 188-196 | イギリスのオモチャ販売チェーンの旗艦店。観光客が多い。                       |
| フェラーリ・ストア           | 193-197 | イタリアの高級自動車メーカーの直営店。グッズ販売やF1マシンの展示も。         |
| イエーガー                   | 200-204 | イギリスのファッションブランドの旗艦店。                                     |
| チャーチ                     | 201     | プラダ傘下のノーサンプトンシャー発の老舗革靴メーカー。                       |
| ギャップ                     | 208     | アメリカ最大の衣料品小売店。子供服を扱う'Baby Gap'も併設。                   |
| バナナ・リパブリック         | 224     | GAP傘下のアメリカの衣料チェーン。                                            |
| クイックシルバー             | 231     | アメリカのブランドの直営店。サーフィンやスノーボード関連で有名。             |
| ラコステ                     | 233     | ワニのロゴが有名なフランスのファッションブランド直営店。。                   |
| H&M                          | 234     | 2008年に日本にも出店した、スウェーデンのファッションブランド。               |
| Apple Store                  | 235     | MacやiPodで有名なAppleの世界最大規模の直営店                                 |
| ノキア                       | 240     | フィンランドの世界最大の携帯電話メーカーの直営店。                           |
| テッド・ベイカー             | 245     | より糸を使ったデザインで有名なイギリスのファッションブランド。               |
| Karen Millen                 | 247     | アイスランド人の女性デザイナーが経営する女性向けファッションブランド。       |
| フレンチ・コネクション       | 249-251 | 'fcuk'のロゴで有名なイギリスのファッションブランド支店。                     |
| ベネトン                     | 255-259 | カラフルな色遣いが特徴的なイタリアのファッションブランド支店。               |
| ポール                       | 277     | フランスのベーカリーチェーンの支店。日本にも支店がある。                     |
| Boots                        | 302-306 | イギリス最大の薬局チェーンの支店。イギリス中に3000以上の支店がある。         |
| ウェストミンスター大学       | 307     | 1992年に大学となった新設校の本部。                                           |

- フェラーリ・ストアは2009年5月6日、2007年のF1ワールドチャンピオン、キミ・ライコネンによりオープンした。
- ボンド・ストリートが約300メートル西を平行して走っており、超高級ブランドはそちらに集積している。
- スーツの仕立屋街サヴィル・ロウも、リージェント・ストリートのすぐ西を平行して走っている。
- イギリスの老舗百貨店 リバティ百貨店も、リージェント・ストリートを一本入ったところにある。
- ロウワー・リージェント・ストリートには、かつて三越のロンドン支店「ロンドン三越」があった（2013年9月閉店）。
- リージェント・ストリートの北端のオール・ソウルズ教会の隣にはBBCの本社屋ブロードキャスティング・ハウスがある。

## 歴史

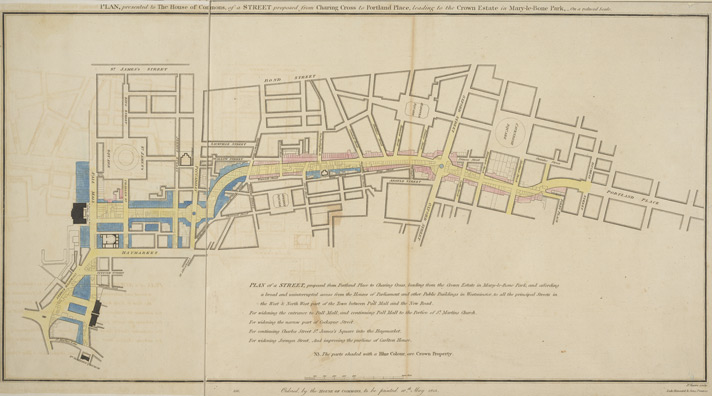
1813年のプロポーザル

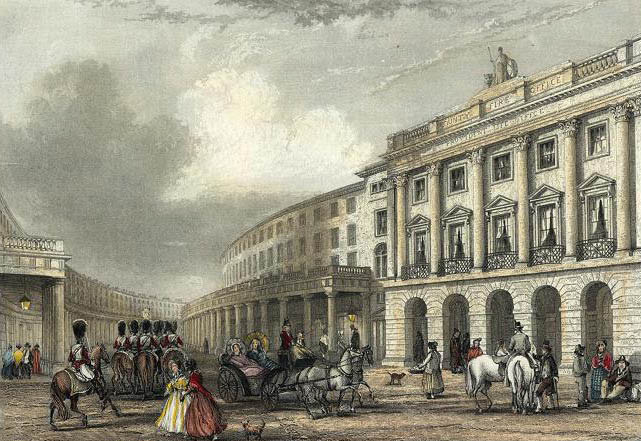
1837年のリージェント・ストリート

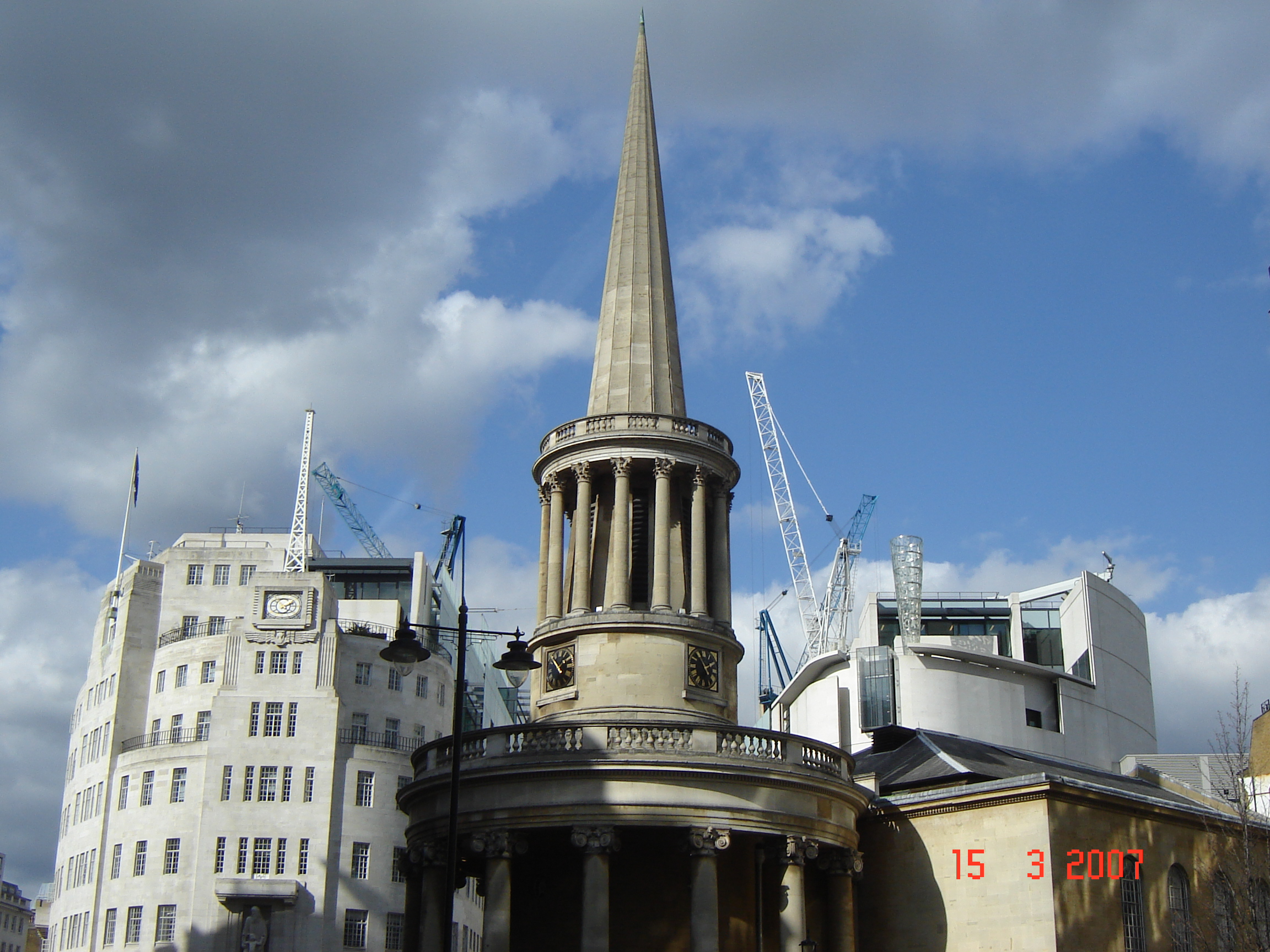
ナッシュ設計で現存するのはAll Souls教会のみ

### 前史
リージェント・ストリートを含むウエスト・エンド地区は16世紀以来シティの中産階級が流入することによって開発されてきた。同じ頃 (1531年)に、英国王室もそれまでイートン校などの土地だったSt. James's周辺の土地を手に入れた。しかし、テムズ川沿岸から発達したウエスト・エンドでは、ピカデリーから北に現在のような賑わいはなく、醸造所や硝石工場、伝染病治療院などがある暗い場所だった。1666年、ロンドン大火によりシティがほぼ焼失したことにより、防火などの意味で都市計画の重要性が認識され、ウエスト・エンドでも計画的な都市開発の機運が高まった。実際にDover Streetやボンド・ストリートが整備されたが、ピカデリーから北に建築されたのは数棟の建物のみだった。18世紀に入ると、現在のリージェント・ストリートの西側の開発が進みGrosvenor SquareやHanover Squareなどが整備されていった。

### 建設
1811年、ピカデリーの北側に再開発の機会が到来する。当時、ロンドンの北限に近かったメリルボーン・パーク (後のリージェンツ・パーク)の賃貸契約が切れたのだ。公園の所有者は、公園の価値を高めるため、当時から繁華街だったチャリング・クロス・ロードやピカデリー周辺まで道路を整備することを思いつく。そこで案を募ったところ、2つの案が提案され、最終的に摂政の顧問であるジョン・ナッシュの案が採用される。
ナッシュ案では、メリルボーン・パークに居住スペースの役割を担わせることになっていた。そのため、リージェント・ストリートには公園も居住スペースも設けられないこととなる。これはリージェント・ストリートからの収益を最大化することで建築コストの捻出することや、地権者である英国王室の財政安定化も考慮された上での決定でもあった。王室の意向はルート設定でも色濃く反映され、基本的には既存のルートを使いながらも、王室の土地を最大限活用するために迂回もいとわなかった。また英国政府もナポレオン戦争からの帰還兵への職業斡旋の一環として、このロンドン史上類を見ない再開発を支援した。1814年に開始された建築工事では、その当時あった建物はほぼ取り壊され、代わりにナッシュ自身やジョン・ソーン、Charles Cockerellが設計した新古典主義に基づく建物が建設され、1825年、リージェント・ストリート (当時は「ニュー・ストリート」と呼ばれた）は完成した。

### 再開発
1825年に完成したリージェント・ストリートの再開発は産業革命にともなう急速な消費社会の到来により、思いの外、早くやってきた。リージェント・ストリートは99年にもおよぶリース契約で建築費を賄っていたため、20世紀前半までは再開発の予定はなかったのだ。まず1848年、ピカデリー側の弧の部分にあった柱列が取り外される。これは馬車と通行人を分けるために設置されたものであるが、テナントからすると店の前に陰ができ、客足が伸びないと苦情が出ていたのだ。加えて、警察も柱列が売春などの犯罪の温床になっていると警告し、取り壊しが決まった。
更に19世紀後半になると、ショッピング・ストリートに一大改革を迫る存在が登場し始める。百貨店である。このショッピング・ストリートの新しい王様は、巨大な営業フロアを必要とするため、リージェント・ストリートの建物では対応しきれなくなっていた。そこで1902年から第一次世界大戦での中断を挟みながら1927年にかけて、大規模な再開発が断続的に行われ、結果としてナッシュが設計した建物は営業用ではないAll Souls教会を除き、すべて取り壊された。その後、Reginald Blomfieldが弧の部分をデザインしなおし、John James BurnetやArthur Joseph DavisがBeaux-Artsスタイルを取り入れて新しい建物が建築された。これが今日のリージェント・ストリートの成立である。再開発終了時には国王ジョージ5世とその妃メアリー・オブ・テックがリージェント・ストリートをパレードして完成を祝った。

## ギャラリー

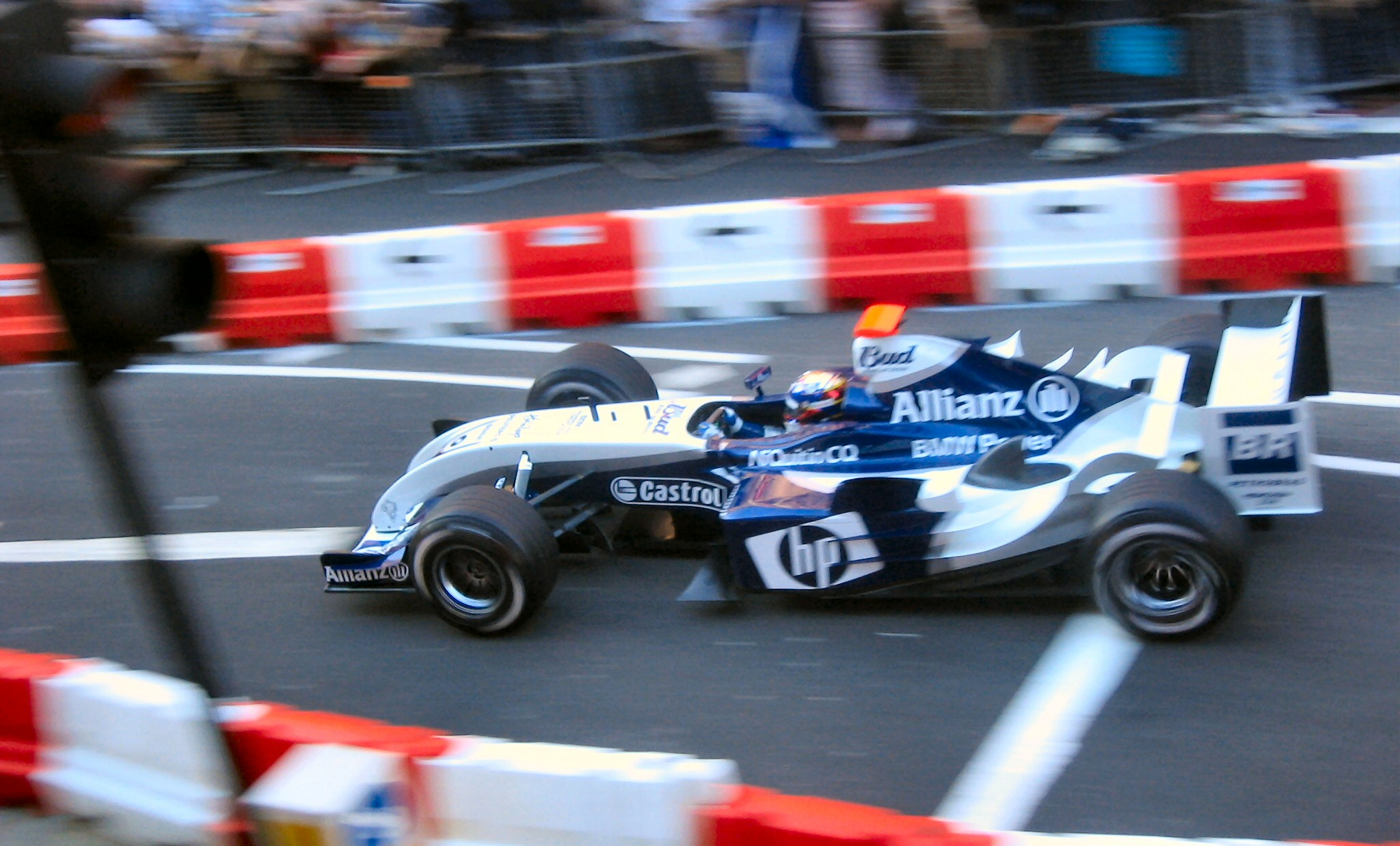
F1デモラン
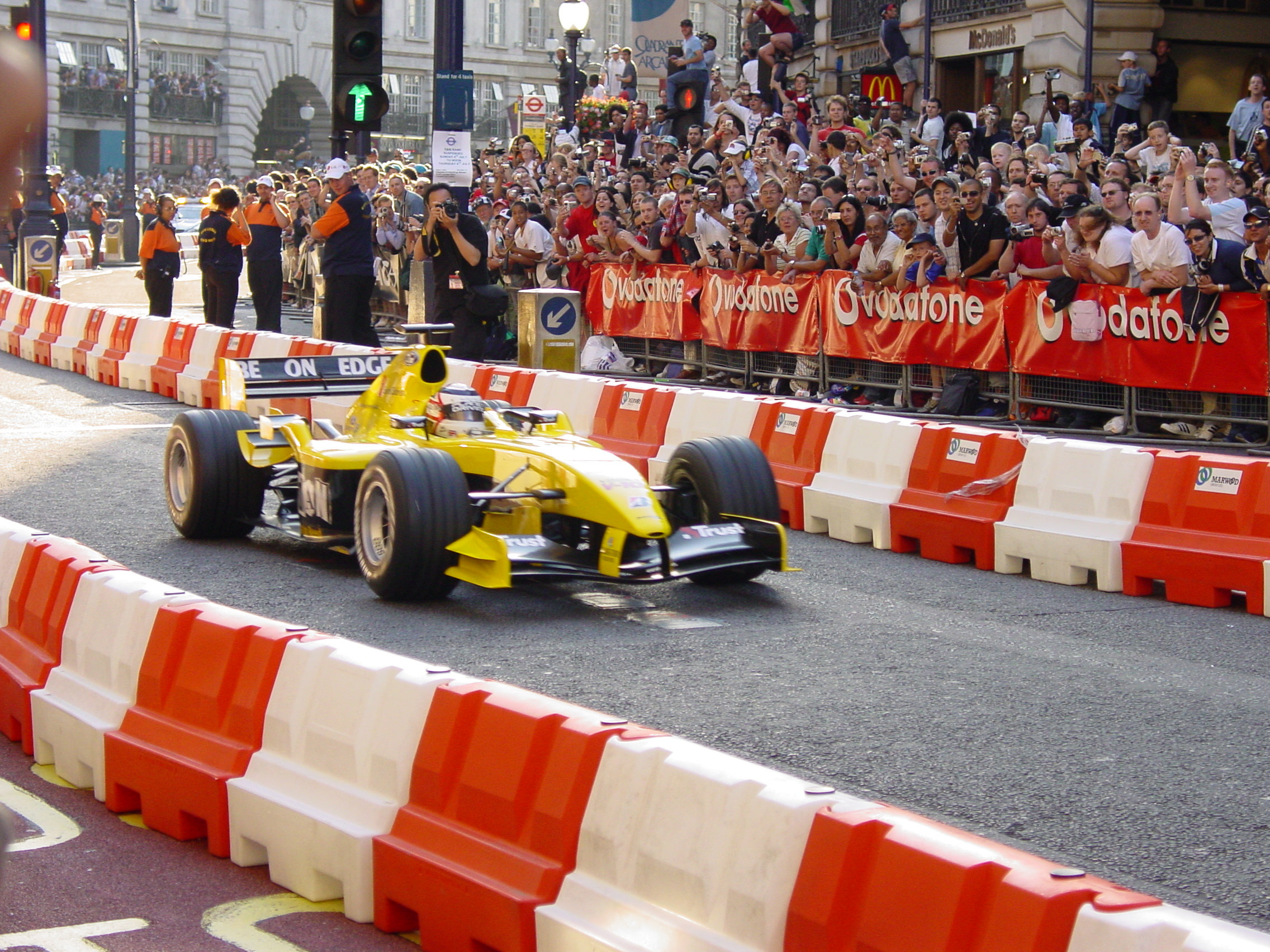
F1デモラン
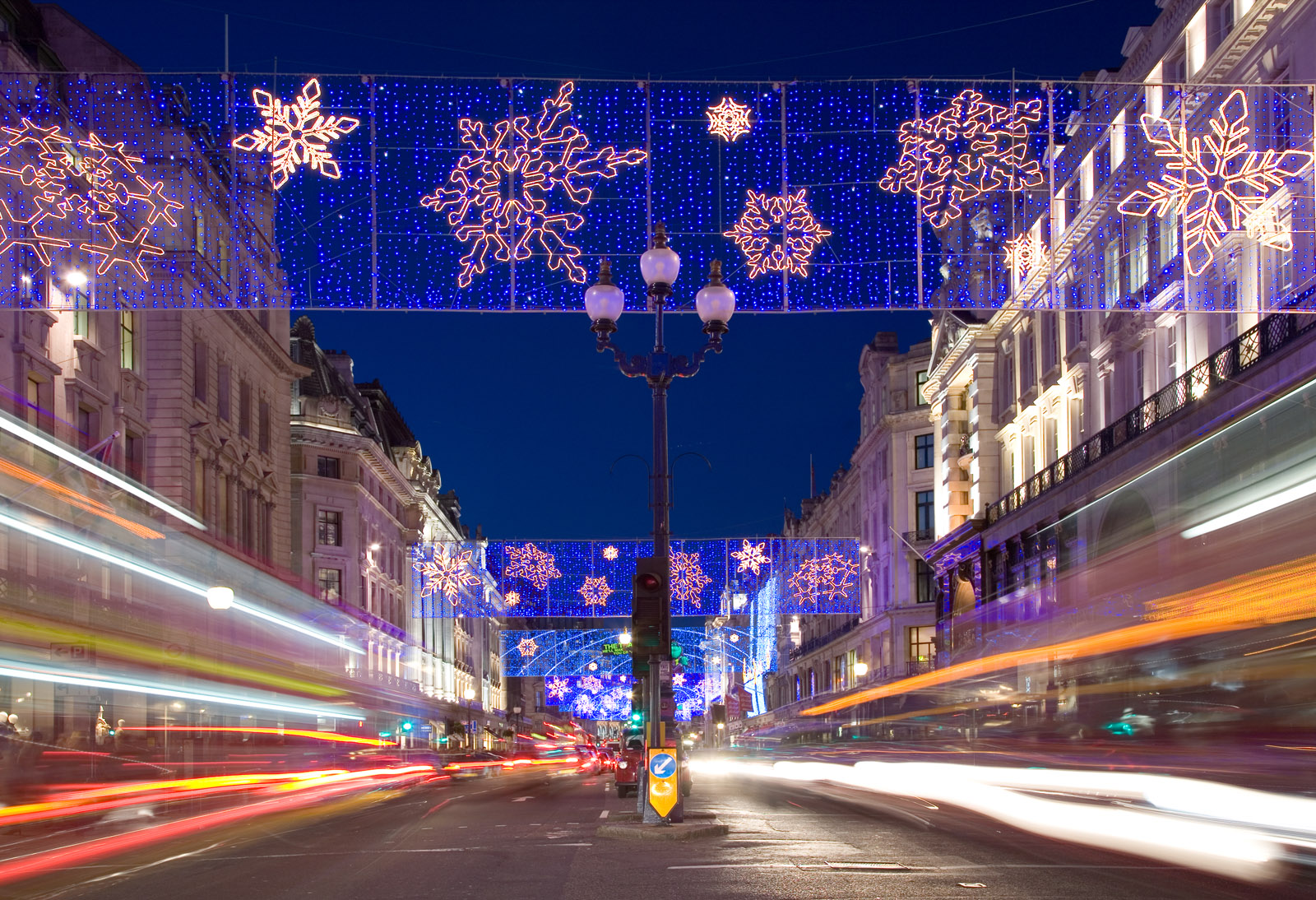
2006年クリスマス
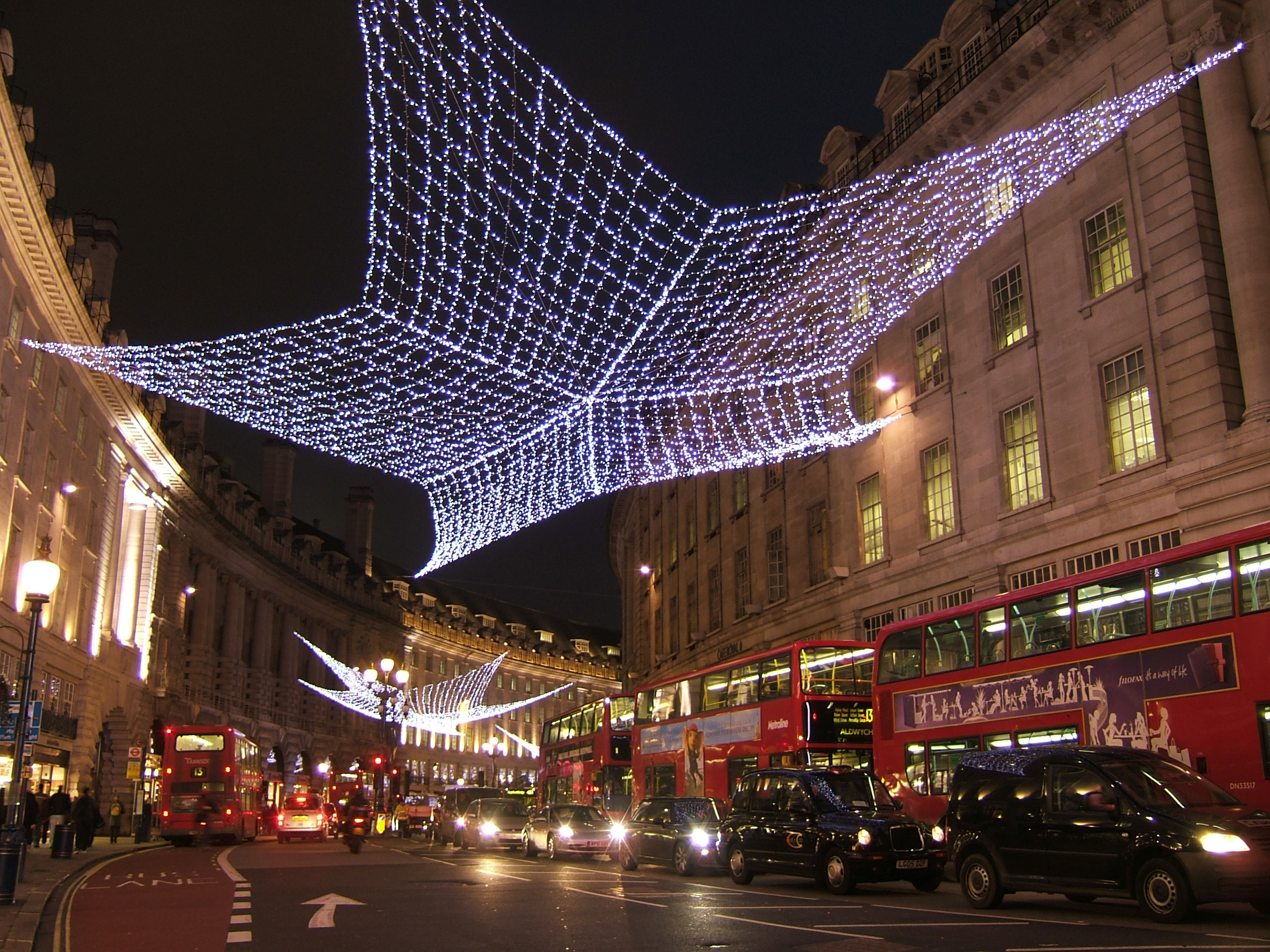
2008年クリスマス